# 霑化縣 (越南)
霑化县（越南语：／）是越南宣光省下辖的一个旧县。

## 地理
霑化县位于襟江边上，四周皆山谷，距离宣光市68公里。北接那𧯄县和林平县，南接安山县，西接河江省北光县，西南接咸安县，东接北𣴓省𢄂屯县。

## 历史
2011年1月28日，霑化县以平安社、土平社和鸿光社3社与那𧯄县析置林平县。
2021年4月27日，明光社和福山社划归林平县管辖。
2025年6月12日，宣光省和河江省合并成新的宣光省，霑化县随之短暂划归新的宣光省管辖。6月16日，越南国会废除县级政区，霑化县随之废除；雄美社和新美社合并成新的新美社，平富社和安立社合并成新的安立社，河梁社和新安社合并成新的新安社，永禄市镇、春珖社、福盛社、玉会社和中和社合并成霑化社，新盛社、仁里社和和安社合并成新的和安社，富平社和坚台社合并成新的坚台社，灵富社和知富社合并成新的知富社，荣光社、平仁社和金平社合并成新的金平社，和富社和安原社合并成新的安原社，中河社不作调整，各新社均隶属宣光省直接管辖。

## 行政区划
霑化县下辖1市镇23社，县莅永禄市镇。
- 永禄市镇（Thị trấn Vĩnh Lộc）
- 平仁社（Xã Bình Nhân）
- 平富社（Xã Bình Phú）
- 河梁社（Xã Hà Lang）
- 和安社（Xã Hòa An）
- 和富社（Xã Hòa Phú）
- 雄美社（Xã Hùng Mỹ）
- 坚台社（Xã Kiên Đài）
- 金平社（Xã Kim Bình）
- 灵富社（Xã Linh Phú）
- 玉会社（Xã Ngọc Hội）
- 仁里社（Xã Nhân Lý）
- 富平社（Xã Phú Bình）
- 福盛社（Xã Phúc Thịnh）
- 新安社（Xã Tân An）
- 新美社（Xã Tân Mỹ）
- 新盛社（Xã Tân Thịnh）
- 知富社（Xã Tri Phú）
- 中河社（Xã Trung Hà）
- 中和社（Xã Trung Hòa）
- 荣光社（Xã Vinh Quang）
- 春珖社（Xã Xuân Quang）
- 安立社（Xã Yên Lập）
- 安原社（Xã Yên Nguyên）